# Albatros C.I
Die Albatros C.I war ein zweisitziges Aufklärungsflugzeug der deutschen Fliegertruppe im Ersten Weltkrieg.

## Entwicklung
Die zunehmende Luftherrschaft durch mit Maschinengewehren bewaffnete alliierte Flugzeuge über der Front bewegte Deutschland, eine neue Flugzeugklasse einzuführen, die als C-Klasse kategorisierten mit MG bewaffneten Zweisitzer. Die C I war das erste zweisitzige Modell der Berliner Albatros Flugzeugwerke, das dieser Auslegung entsprach. Konstrukteur Robert Thelen entwarf das Flugzeug zwar im Wesentlichen als Kopie der unbewaffneten Albatros B.II; entscheidend war jedoch, dass der bisher vorne sitzende Beobachter nun in einer Kanzel hinter dem Piloten untergebracht war. Hier verfügte er über freies Sichtfeld seitlich und nach hinten und konnte das Flugzeug mit seinem beweglich auf einer Drehringlafette montierten Parabellum-MG wirksam verteidigen.
Die C.I hatte wie die B.II ein zweistieliges Tragwerk und wurde von einem 180 PS starken Argus As.III, einem 150 PS Benz Bz. III oder einem 160 PS Mercedes D.III 6-Zylinder-Motor angetrieben. Von Albatros gelieferte Flugzeuge waren mit zwei Seitenkühlern jeweils in Höhe der Pilotenkanzel zu erkennen, die in Lizenz gefertigten Flugzeuge erhielten dagegen Blockkühler an der Vorderkante der oberen Tragfläche. Lizenzhersteller war zunächst die LFG Roland, später kamen die Märkischen Flugzeugwerke (M.F.W.), die Bayerischen Flugzeugwerke (B.F.W.), die Mercur Flugzeugbau GmbH und in Österreich die Phönix Flugzeugwerke hinzu. Die von BFW und Mercur ab 1917 gefertigten Schulflugzeuge mit Doppelsteuer erhielten die Bezeichnung Albatros C.Ia (Bay), Albatros C.Ib (Mer) und Albatros C.If (Mer). Auch ein Prototyp mit verlängertem dreistieligem Tragwerk wurde gebaut.
Ein Typ Albatros C.II – eine Druckpropellerversion mit 150 PS Bz. III Motor – kam über das Versuchsstadium nicht hinaus.

## Einsatz
Die ersten Albatros C.I wurden Ende April 1915 an die Fliegerabteilungen geliefert; sie und die kurze Zeit später folgende LVG C.I waren bei den Besatzungen jedoch beliebter als die etwa gleichzeitig ausgelieferte Aviatik C.I mit ihrer umständlichen MG-Installation.
Diese Flugzeuge der neuen C-Kategorie konnten die im Gegensatz zu ihren unbewaffneten Vorgängern nun auch zu Aufklärungs- und Bombenmissionen jenseits der feindlichen Linien eingesetzt werden konnten. Dabei bewiesen die Albatros C-Flugzeuge die gleichen guten Flugeigenschaften wie die B.II; außerdem konnten sie für Kampfeinsätze bis zu 70 kg Bomben in einem Abwurfschacht zwischen Beobachterkanzel und Pilotencockpit mitführen. Auch im Luftkampf bewährte sich die C.I: Oswald Boelcke und Manfred Freiherr von Richthofen erzielten ihre ersten Luftsiege mit der Albatros C.I.
Die verbündeten türkischen und die bulgarischen Luftstreitkräfte erhielten ebenfalls Albatros C.I.
Als die C.I gegen Ende 1916 durch die Albatros C.III abgelöst wurde, erlebte die C.I wegen ihrer gutmütigen Flugeigenschaften eine zweite Blütezeit in ihrer Karriere als Schulflugzeug.

## Nachkriegsverwendung
Nach dem Krieg erhielt die Albatros C.I die zivile Handelsbezeichnung L.6. Einige C.I dienten noch eine Zeit lang in den Luftstreitkräften Litauens, Polens und Schwedens.
Die weltweit einzige erhaltene Albatros C.I befindet sich im polnischen Luftfahrtmuseum in Krakau.

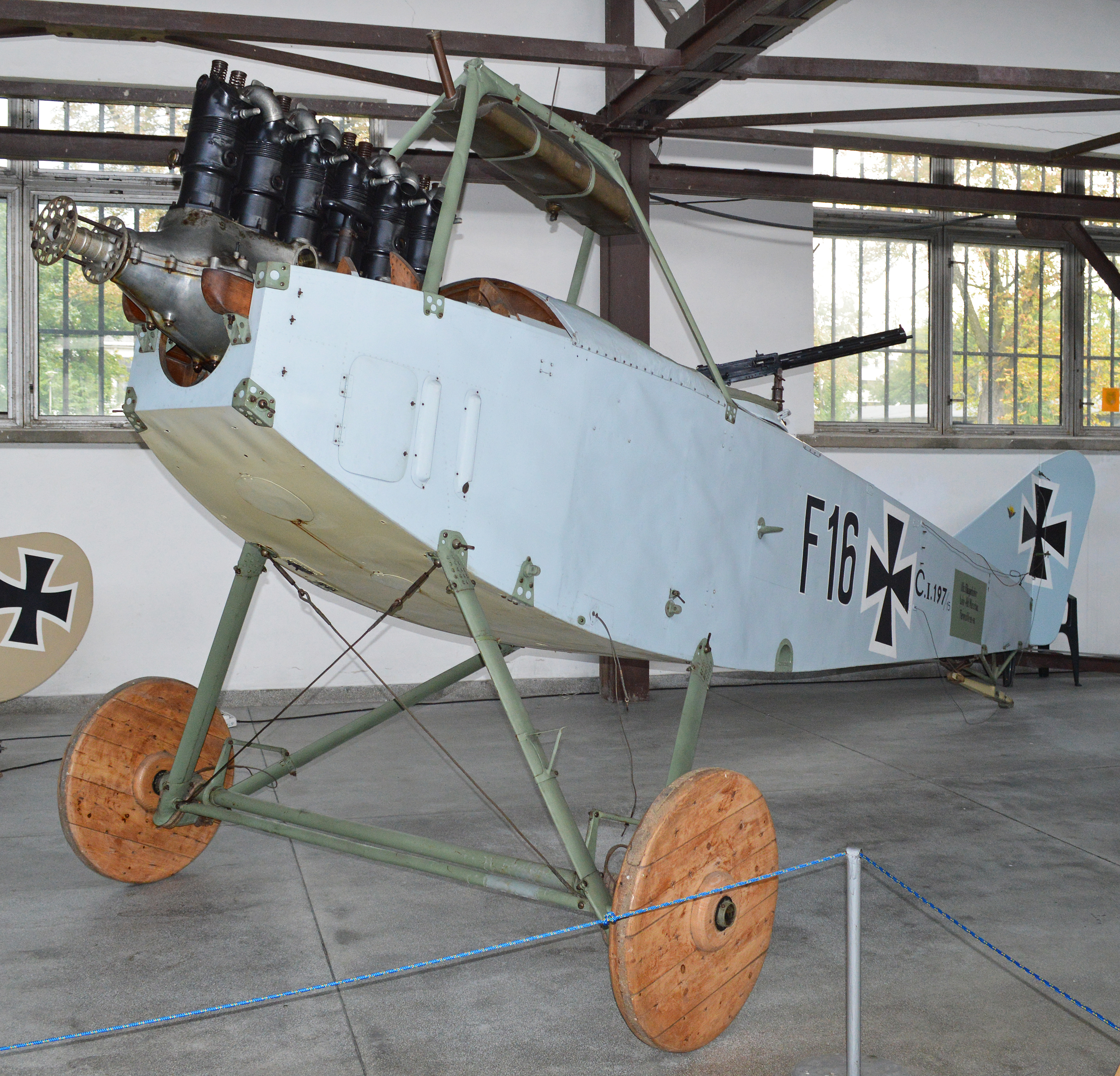
Rumpf einer Albatros C.I im Museum in Krakau

## Technische Daten Albatros C.I
| Kenngröße             | Daten |
| --------------------- | --- |
| Besatzung             | 2 |
| Länge                 | 7,85 m |
| Spannweite            | 12,90 m |
| Höhe                  | 3,14 m |
| Flügelfläche          | 40,4 m² |
| Leermasse             | 875 kg |
| Startmasse            | 1190 kg |
| Triebwerk             | ein Reihenmotor Argus As III, 180 PS (132 kW) oder ein Mercedes D III, 160 PS (118 kW) oder ein Benz Bz III, 150 PS (110 kW) |
| Höchstgeschwindigkeit | 135–140 km/h (je nach Motor)                                                                                                 |
| Steigzeit auf 1000 m  | 9:45 min |
| Steigzeit auf 2000 m  | 25 min |
| Steigzeit auf 3000 m  | 58 min |
| Dienstgipfelhöhe      | 3000 m |
| Reichweite            | 380 km |
| Flugdauer             | 2:30 h |
| Bewaffnung            | 1 MG 7,92 mm; 70 kg Bomben                                                                                                   |